# Coupe de Bulgarie féminine de football
La coupe de Bulgarie féminine de football est une compétition de football féminin opposant les clubs de Bulgarie dans un tournoi à élimination directe. La coupe s'est toutefois déjà jouée dans un format de championnat (tournoi toutes rondes).

## Palmarès
| Saison      | Vainqueur            | Finale       | Score                   | Réf.        |             |
| ----------- | -------------------- | ------------ | ----------------------- | ----------- | ----------- |
| 1985-1986   | Akademik Sofia       |              |                         | [ 1 ]       |             |
| 1986-1987   | CSKA Sofia           |              |                         | [ 1 ]       |             |
| 1987-1988   | Lokomotiv St. Zagora |              |                         | [ 1 ]       |             |
| 1988-1989   | Akademik Sofia       |              |                         | [ 1 ]       |             |
| 1989-1990   | CSKA Sofia           |              |                         | [ 1 ]       |             |
| 1990-1991   | Grand Hotel Varna    |              |                         | [ 1 ]       |             |
| 1991-1992   | FC NSA Sofia         |              |                         | [ 1 ]       |             |
| 1992-1993   | CSKA Sofia           |              |                         | [ 1 ]       |             |
| 1993-1994   | FC NSA Sofia         |              |                         | [ 1 ]       |             |
| 1994-1995   | Grand Hotel Varna    |              |                         | [ 1 ]       |             |
| 1995-1996   | Lokomotiv Plovdiv    |              |                         | [ 1 ]       |             |
| 1996-1997   | FC NSA Sofia         |              |                         | [ 1 ]       |             |
| 1997-1998   | Grand Hotel Varna    |              |                         | [ 1 ]       |             |
| 1998-1999   | Grand Hotel Varna    |              |                         | [ 1 ]       |             |
| 1999-2000   | Grand Hotel Varna    |              |                         | [ 1 ]       |             |
| 2000-2001   | FC NSA Sofia         | Groupe       | Trivia Burgas           | [ 2 ]       |             |
| 2001-2002   | Grand Hotel Varna    |              |                         | [ 1 ]       |             |
| 2002-2003   | FC NSA Sofia         |              |                         | [ 1 ]       |             |
| 2003-2004   | FC NSA Sofia         |              |                         | [ 1 ]       |             |
| 2004-2005   | LP Super Sport Sofia |              |                         | [ 1 ]       |             |
| 2005-2006   | LP Super Sport Sofia |              |                         | [ 1 ]       |             |
| 2006-2007   | FC NSA Sofia         |              |                         | [ 1 ]       |             |
| 2007-2008   | FC NSA Sofia         | 4–0          | Bolyarka Veliko Tarnovo | [ 3 ]       |             |
| 2008-2009   | FC NSA Sofia         | 3–1          | LP Super Sport Sofia    | [ 4 ]       |             |
| 2009-2010   | FC NSA Sofia         | 4–1          | Beroe Stara Zagora      | [ 5 ]       |             |
| 2010-2011   | Olympia Sofia        | 3–2          | FC NSA Sofia            | [ 6 ]       |             |
| 2011-2012   | FC NSA Sofia         | 3–2          | Olympia Sofia           | [ 7 ]       |             |
| 2013-2014   | FC NSA Sofia         | 3–1          | Sportica Blagoevgrad    | [ 8 ]       |             |
| 2014-2015   | FC NSA Sofia         | 1–1, 4-3 tab | LP Super Sport Sofia    | [ 9 ]       |             |
| 2015-2016   | FC NSA Sofia         | 3-1          | Sportica Blagoevgrad    | [ 10 ]      |             |
| 2016-2017   | FC NSA Sofia         | 3-1          | LP Super Sport Sofia    | [ 11 ]      |             |
| 2017-2018   | FC NSA Sofia         | 2-0          | Sportica Blagoevgrad    | [ 12 ]      |             |
| 2018-2019   | FC NSA Sofia         | 3-2          | Sportica Blagoevgrad    | [ 13 ]      |             |
| 2019-2020   | non disputé          | non disputé  | non disputé             | non disputé | non disputé |
| 2020-2021   | FC NSA Sofia         | 4-0          | Barocco Sofia           |             |             |
| 2021-2022   | FC NSA Sofia         | 2-0          | Lokomotiv Stara Zagora  |             |             |
| 2022 à 2024 | non disputé          | non disputé  | non disputé             | non disputé | non disputé |